# Yuta Watanabe (badminton)
Yuta Watanabe (Suginami, 13 de junho de 1997) é um jogador de badminton japonês, medalhista olímpico.

## Carreira
Nos Jogos Olímpicos de Verão de 2020, em Tóquio, conquistou a medalha de bronze na categoria duplas mistas ao lado de Arisa Higashino após confronto contra a dupla de Hong Kong Tse Ying Suet e Tang Chun Man. Ele é conhecido por seus movimentos rápidos e explosivos com seu drop shot característico. A dupla voltou a conquistar o ouro nos Jogos Olímpicos de Verão de 2024 na mesma disputa.